# Claude François Geoffroy
Claude François Geoffroy (1729 — 1753) foi um  químico  francês, um dos descobridores do bismuto (elemento químico).